# Program Narodów Zjednoczonych ds. Rozwoju
Program Narodów Zjednoczonych ds. Rozwoju (ang. United Nations Development Programme, fr. Programme des Nations unies pour le développement) – agenda ONZ powstała w 1965, która tworzy globalną sieć na rzecz rozwoju. Działania UNDP wspierają pozytywne zmiany w krajach poprzez udostępnianie społeczeństwom wiedzy, doświadczenia oraz środków pieniężnych i intelektualnych. Siedzibą agendy jest Nowy Jork. UNDP działa w 166 krajach, gdzie wspomaga rozwiązywanie globalnych i krajowych problemów rozwojowych. Dzięki pomocy UNDP, kraje rozwijające się mogą w efektywny sposób wykorzystywać otrzymaną pomoc.

## Historia
Program Narodów Zjednoczonych ds. Rozwoju powstał w 1965 roku w wyniku połączenia Rozszerzonego Programu Pomocy Technicznej oraz Specjalnego Funduszu Rozwoju Gospodarczego Narodów Zjednoczonych. Organizacje te ostatecznie utworzyły UNDP w 1971 r.

## Obszary działania
Globalna sieć UNDP łączy oraz koordynuje działania podejmowane w celu osiągnięcia Milenijnych Celów Rozwoju (ang. Millennium Development Goals, MDGs}), określonych w ramach Projektu Milenijnego ONZ. Działania Programu skupiają się na wyzwaniach rozwojowych:
Wyeliminowanie skrajnego ubóstwa i głodu
Podczas Szczytu Milenijnego, światowi liderzy zobowiązali się do podjęcia działań w celu ograniczenia ubóstwa i głodu na świecie o połowę do roku 2015 w porównaniu z rokiem 1990. Cel ten może być osiągnięty dzięki wzrostowi gospodarczemu, ale również dzięki działaniom pomocniczym, które umożliwią efektywne wykorzystanie skutków wzrostu. UNDP wspiera państwa w tworzeniu, implementacji i nadzorowaniu narodowych strategii rozwojowych skierowanych na realizację Milenijnych Celów Rozwoju. UNDP współpracuje z agendami ONZ oraz innymi organizacjami gwarantując, by proces globalizacji sprzyjał realizacji MDG. Osiągnięcie założonej redukcji ubóstwa możliwe będzie jedynie w połączeniu z realizacją innych Celów Milenijnych tj. walka z AIDS, malarią i innymi chorobami, zapewnienie powszechnej edukacji oraz zmniejszenie umieralności dzieci i matek. We wszystkich swoich działaniach UNDP skupia się na ochronie i przestrzeganiu praw człowieka oraz wzmocnieniu roli kobiet w życiu publicznym.
Upowszechnienie demokratycznych form rządzenia
Nigdy wcześniej tak wiele państw nie pracowało nad tym, by wprowadzić demokratyczne systemy polityczne. Ich zadaniem jest rozwój instytucji i procedur, które odpowiadają potrzebom obywateli i promują inicjatywy rozwojowe. UNDP pomaga państwom wzmocnić ich systemy legislacyjne i wyborcze, zapewnić powszechny dostęp do sądów i administracji publicznej oraz rozwinąć możliwości dostarczania niezbędnych podstawowych usług do najbardziej potrzebującej części społeczeństwa. Poprzez swoje programy, UNDP zbliża narody i społeczeństwa, zacieśniając między nimi współpracę i partnerstwo oraz promując sposoby zwiększenia efektywności, partycypacji i przejrzystości działań podejmowanych w różnych obszarach.
Zapobieganie kryzysom i odbudowa
Istnieją państwa, w których ryzyko wystąpienia konfliktów zbrojnych jest duże. Inne z kolei mogą zostać dotknięte klęskami żywiołowymi. Takie sytuacje mogą zaprzepaścić dekady rozwoju gospodarczego i znacznie zwiększyć poziom ubóstwa i głodu. UNDP podejmuje inicjatywy mające na celu uniknięcie konfliktów oraz dostarcza potrzebującym krajom pomoc natychmiastową i długoterminową w przypadku wystąpienia kryzysów, konfliktów lub klęsk żywiołowych.
Środowisko i trwały i zrównoważony wzrost
Państwa rozwijające się niejednokrotnie nie są w stanie zapewnić powszechnego dostępu do czystych i niedrogich źródeł energii. Są też w dużej mierze narażone na degradację środowiska naturalnego. Działania UNDP podejmowane w tym obszarze mają na celu usprawnienie systemu zarządzania energią oraz ochroną środowiska naturalnego. Problemy środowiskowe mają charakter ogólnoświatowy, dlatego też rozwiązania przyjmowane w obszarach zmian klimatycznych czy ochrony gatunków zagrożonych wyginięciem muszą być podejmowane na poziomie globalnym. UNDP, we współpracy z Programem Środowiskowym Narodów Zjednoczonych i Bankiem Światowym pomaga państwom zwiększyć ich możliwości sprostania tym wyzwaniom na poziomie krajowym, regionalnym i lokalnym poprzez promowanie innowacyjnych praktyk i strategii oraz poszerzanie współpracy pomiędzy interesariuszami.

## Raport o Rozwoju Społecznym
UNDP wydaje coroczny Raport o Rozwoju Społecznym (ang. Human Development Report, HDR)  oparty na Wskaźniku Rozwoju Społecznego (ang. HDI, Human Development Index), który prezentuje nowe narzędzia pomiarowe i innowacyjne analizy poziomu rozwoju państw oraz proponuje rozwiązania określonych wyzwań rozwojowych na poziomie krajowym, regionalnym i lokalnym. Podstawą tworzenia Raportu jest przekonanie, iż rozwój stanowi proces zwiększania możliwości swobodnego wyboru dla obywateli w różnych dziedzinach życia, nie zaś jedynie zwiększanie dochodów państw. Raport tworzony jest przez niezależne grupy ekspertów ze środowisk akademickich, rządowych oraz pozarządowych, którzy dostarczają dane, teorie, analizy i praktyki. Kraje rozwijające się wykorzystują Raport do analizy istniejących problemów oraz na jego podstawie tworzą nowe strategie rozwojowe.

## Organizacja UNDP
Administrator Programu NZ ds. Rozwoju ma rangę Podsekretarza Generalnego Narodów Zjednoczonych. Administrator jest również przewodniczącym Grupy Narodów Zjednoczonych ds. Rozwoju (ang. UNDG, United Nations Development Group). Administrator mianowany jest przez Sekretarza Generalnego ONZ, a kandydatura jest zatwierdzana przez Zgromadzenie Ogólne ONZ. Kadencja Administratora trwa 4 lata.
Rada Wykonawcza UNDP składa się z reprezentantów 36 państw świata wybieranych przez Radę Gospodarczą i Społeczną ONZ (ang. ECOSOC, Economic and Social Council) według klucza regionalnego. Rada nadzoruje i wspiera działania UNDP zapewniając ich zgodność z indywidualnymi potrzebami państw oraz z ogólnymi wytycznymi Rady Gospodarczej i Społecznej ONZ. Program działa w oparciu o 5 biur regionalnych (Afryka, Kraje Arabskie, Azja i Pacyfik, Europa i Wspólnota Niepodległych Państw oraz Ameryka Łacińska i Karaiby) oraz Biura Krajowe.
Biuro Krajowe w Polsce zakończyło swoją działalność w grudniu 2008 r. Obecnie w Polsce działa Biuro Projektowe UNDP podległe Regionalnemu Centrum UNDP w Bratysławie, które zajmuje się wdrażaniem i koordynacją na terenie Polski komponentów projektów regionalnych UNDP. Biuro działa w ramach programu „Social Innovation in Europe and CIS”, zapewniając implementację, koordynację i nadzór nad poszczególnymi projektami.